# TopCoder
TopCoder – amerykańska firma zajmująca się organizacją konkursów programistycznych.

## Kategorie zawodów
- SRM (ang. single round match) – jednorundowe konkursy algorytmiczne, odbywające się raz w tygodniu.
- Marathon Match – zawody algorytmiczne, trwające tydzień lub dwa tygodnie.
- Design – całotygodniowe zawody, wymagające zaprojektowania i przygotowania dokumentacji nowego oprogramowania.
- Development – konkurs na wykonanie (zakodowanie) oprogramowania według podanego projektu.

W wyniku zawodów Design i Development powstaje pełnowartościowe oprogramowanie, które TopCoder licencjonuje a następnie sprzedaje na wolnym rynku. Zarobione pieniądze przeznaczane są na utrzymanie firmy oraz honoraria dla zawodników. Rzadziej sprzedaje się prawa do kodów z konkursów algorytmicznych (SRMy i  Marathon Matches) – tutaj nagrody dla zwycięzców finansują zwykle sponsorzy.
TopCoder ocenia swoich zawodników, przyznając im punkty rankingowe (ang. rating), wyliczane m.in. na podstawie osiąganych wyników i częstotliwości uczestnictwa w konkursach. Na podstawie ratingu zawodnicy zostali podzieleni na dwie dywizje: do pierwszej z nich należą ci, których rating przekroczył 1200 punktów, do drugiej kwalifikują się pozostali.

## Sukcesy Polaków
Polacy należą do czołówki zawodników w kategorii algorithm. Największe sukcesy odniósł Tomasz Czajka, który wygrał zawody TopCoder Open w latach 2003, 2004 i 2008 oraz TopCoder Collegiate Challenge w 2004 roku. W roku 2005 zawody TopCoder Open w kategorii algorithm wygrał Eryk Kopczyński. Sukcesy indywidualne w kategorii Marathon Match odnieśli Mateusz Zotkiewicz, który wygrał zawody TopCoder Open 2007 i Przemysław Dębiak, zwycięzca TopCoder Open w latach 2008, 2011 i 2013.